# 大沙普基夫卡
49°46′32″N 37°31′20″E / 49.77556°N 37.52222°E
大沙普基夫卡（烏克蘭語：Велика Шапківка）是位於烏克蘭東部的村莊，由哈爾科夫州庫皮揚斯克區的金德拉希夫卡市鎮負責管轄。該村始建於1870年，面積0.85平方公里，海拔高度104米，2001年人口328，人口密度每平方公里384.1人。